# Šuja (affluente della Nëmda)
La Šuja (in russo Шуя?) è un fiume della Russia europea centrale affluente della Nëmda. Scorre nell'oblast' di Kostroma.

## Descrizione
Il fiume ha origine vicino al villaggio di Loparevo nel distretto Antropovskij. Nella parte superiore, il fiume scorre tortuoso verso est attraverso un'area forestale, non lontano dal centro del distretto Antropovo. In seguito gira a sud/sud-ovest. La larghezza del fiume è di 10-20 metri, la profondità è bassa, la corrente è debole. Le rive del fiume sono ricoperte da foreste quasi per tutta la lunghezza del fiume. Un tempo veniva usato per il trasporto del legname. Sfocia nella Nëmda, a 65 km dalla foce. Il fiume ha una lunghezza di 170 km, l'area del suo bacino è di 1 700 km².